# Campeonato Mundial de Taekwondo
El Campeonato Mundial de Taekwondo es la máxima competición internacional de taekwondo. Se efectúa desde 1973 y es organizado cada año impar por la federación Taekwondo Mundial (WT). Desde 1987 se realizan también las competiciones femeninas.
Corea del Sur, como país fundador del taekwondo, ha dominado notablemente en estos campeonatos, consiguiendo 173 títulos mundiales y 244 medallas en total. El segundo puesto lo ocupa España, con 116 medallas en total y 23 de oro. En los puestos del tercero al quinto se encuentran Turquía (18 títulos), China Taipéi (15) e Irán (15).

## Categorías
Actualmente se compite en 16 categorías, 8 masculinas y 8 femeninas:
- Categorías masculinas: -54 kg, 58 kg, 63 kg, 68 kg, 74 kg, 80 kg, 87 kg y +87 kg.

- Categorías femeninas: -46 kg, 49 kg, 53 kg, 57 kg, 62 kg, 67 kg, 73 kg y +73 kg.

## Ediciones
| Núm.  | Año  | Sede                   | País           |
| ----- | ---- | ---------------------- | -------------- |
| I     | 1973 | Seúl                   | Corea del Sur  |
| II    | 1975 | Seúl                   | Corea del Sur  |
| III   | 1977 | Chicago                | Estados Unidos |
| IV    | 1979 | Stuttgart              | RFA            |
| V     | 1982 | Guayaquil              | Ecuador        |
| VI    | 1983 | Copenhague             | Dinamarca      |
| VII   | 1985 | Seúl                   | Corea del Sur  |
| VIII  | 1987 | Barcelona              | España         |
| IX    | 1989 | Seúl                   | Corea del Sur  |
| X     | 1991 | Atenas                 | Grecia         |
| XI    | 1993 | Nueva York             | Estados Unidos |
| XII   | 1995 | Manila                 | Filipinas      |
| XIII  | 1997 | Hong Kong              | China          |
| XIV   | 1999 | Edmonton               | Canadá         |
| XV    | 2001 | Jeju                   | Corea del Sur  |
| XVI   | 2003 | Garmisch-Partenkirchen | Alemania       |
| XVII  | 2005 | Madrid                 | España         |
| XVIII | 2007 | Pekín                  | China          |
| XIX   | 2009 | Copenhague             | Dinamarca      |
| XX    | 2011 | Gyeongju               | Corea del Sur  |
| XXI   | 2013 | Puebla                 | México         |
| XXII  | 2015 | Cheliábinsk            | Rusia          |
| XXIII | 2017 | Muju                   | Corea del Sur  |
| XXIV  | 2019 | Mánchester             | Reino Unido    |
| XXV   | 2022 | Guadalajara            | México         |
| XXVI  | 2023 | Bakú                   | Azerbaiyán     |
| XXVII | 2025 | Wuxi                   | China          |

## Medallero histórico
- Actualizado hasta Bakú 2023.

| Núm. | País                 | Oro | Plata | Bronce | Total |
| ---- | -------------------- | --- | ----- | ------ | ----- |
| 1    | Corea del Sur        | 176 | 35    | 37     | 248   |
| 2    | España               | 23  | 29    | 68     | 120   |
| 3    | Turquía              | 18  | 22    | 37     | 77    |
| 4    | China Taipéi         | 15  | 28    | 40     | 83    |
| 5    | Irán                 | 15  | 21    | 27     | 63    |
| 6    | Estados Unidos       | 14  | 22    | 49     | 85    |
| 7    | China                | 14  | 18    | 18     | 50    |
| 8    | Francia              | 8   | 11    | 17     | 36    |
| 9    | Reino Unido          | 8   | 10    | 13     | 31    |
| 10   | México               | 7   | 32    | 37     | 76    |
| 11   | Alemania             | 6   | 12    | 35     | 53    |
| 12   | Tailandia            | 6   | 9     | 16     | 31    |
| 13   | Croacia              | 5   | 6     | 21     | 32    |
| 14   | Rusia                | 4   | 14    | 22     | 40    |
| 15   | Países Bajos         | 4   | 5     | 16     | 25    |
| 16   | Cuba                 | 4   | 3     | 8      | 15    |
| 17   | Serbia               | 4   | 2     | 8      | 14    |
| 18   | Azerbaiyán           | 4   | 1     | 11     | 16    |
| 19   | Italia               | 3   | 5     | 16     | 24    |
| 20   | Uzbekistán           | 2   | 7     | 6      | 15    |
| 21   | Dinamarca            | 2   | 6     | 3      | 11    |
| 22   | Egipto               | 2   | 3     | 15     | 20    |
| 23   | Costa de Marfil      | 2   | 3     | 12     | 17    |
| 24   | Bélgica              | 2   | 1     | 3      | 6     |
| 25   | Hungría              | 2   | 0     | 3      | 5     |
| 26   | Mali                 | 2   | 0     | 2      | 4     |
| 27   | Canadá               | 1   | 11    | 14     | 26    |
| 28   | Brasil               | 1   | 8     | 14     | 23    |
| 29   | Grecia               | 1   | 5     | 10     | 16    |
| 30   | Ecuador              | 1   | 2     | 1      | 4     |
| 31   | Australia            | 1   | 1     | 18     | 20    |
| 32   | Japón                | 1   | 1     | 6      | 8     |
| 33   | Gabón                | 1   | 0     | 2      | 3     |
| 34   | Níger                | 1   | 0     | 0      | 1     |
| 35   | Filipinas            | 0   | 5     | 6      | 11    |
| 36   | Marruecos            | 0   | 3     | 7      | 10    |
| 37   | Jordania             | 0   | 3     | 6      | 9     |
| 38   | Puerto Rico          | 0   | 2     | 3      | 5     |
| 39   | Afganistán           | 0   | 2     | 2      | 4     |
| 40   | Chile                | 0   | 2     | 1      | 3     |
| 41   | Indonesia            | 0   | 2     | 0      | 2     |
| 42   | Vietnam              | 0   | 1     | 5      | 6     |
| 43   | Argentina            | 0   | 1     | 4      | 5     |
| 43   | Venezuela            | 0   | 1     | 4      | 5     |
| 45   | Israel               | 0   | 1     | 1      | 2     |
| 45   | Portugal             | 0   | 1     | 1      | 2     |
| 47   | Baréin               | 0   | 1     | 0      | 1     |
| 47   | Guam                 | 0   | 1     | 0      | 1     |
| 47   | Ucrania              | 0   | 1     | 0      | 1     |
| 50   | Kazajistán           | 0   | 0     | 8      | 8     |
| 51   | Suecia               | 0   | 0     | 7      | 7     |
| 52   | República Dominicana | 0   | 0     | 6      | 6     |
| 53   | Bielorrusia          | 0   | 0     | 5      | 5     |
| 53   | Colombia             | 0   | 0     | 5      | 5     |
| 53   | Túnez                | 0   | 0     | 5      | 5     |
| 56   | Arabia Saudita       | 0   | 0     | 4      | 4     |
| 56   | Noruega              | 0   | 0     | 4      | 4     |
| 58   | Austria              | 0   | 0     | 3      | 3     |
| 58   | Eslovenia            | 0   | 0     | 3      | 3     |
| 58   | Senegal              | 0   | 0     | 3      | 3     |
| 58   | Suiza                | 0   | 0     | 3      | 3     |
| 62   | Chipre               | 0   | 0     | 2      | 2     |
| 62   | Finlandia            | 0   | 0     | 2      | 2     |
| 62   | Guatemala            | 0   | 0     | 2      | 2     |
| 62   | Letonia              | 0   | 0     | 2      | 2     |
| 62   | Malasia              | 0   | 0     | 2      | 2     |
| 62   | Moldavia             | 0   | 0     | 2      | 2     |
| 62   | Nepal                | 0   | 0     | 2      | 2     |
| 69   | Bulgaria             | 0   | 0     | 1      | 1     |
| 69   | Costa Rica           | 0   | 0     | 1      | 1     |
| 69   | Nigeria              | 0   | 0     | 1      | 1     |
| 69   | Polonia              | 0   | 0     | 1      | 1     |
| 69   | Uganda               | 0   | 0     | 1      | 1     |
|      | TOTAL                | 360 | 360   | 720    | 1440  |

1. ↑  Incluye las medallas obtenidas por la RFA entre 1949 y 1990.
2. ↑  Incluye las medallas obtenidas por la República Federal de Yugoslavia.